# الطائفة اليهودية في أربيل
الجالية اليهودية في أربيل، والمعروفة باسم "اليهود العربليون"، هي جالية يهودية من مدينة أربيل في إقليم كردستان العراق. كانت هذه الجالية واحدة من أقدم الجاليات اليهودية في العالم. وفقًا للتقاليد، فإن أفراد الجالية هم من نسل اليهود الذين نفاهم الملوك الآشوريون من إسرائيل ويهوذا. كان اليهود المقيمون في أربيل يتحدثون بشكل أساسي لهجة عربية يهودية باللهجة المحلية، وكان حوالي ثلث المجتمع يتحدث أيضًا اللغة الآرامية، وكان بعضهم يعرف أيضًا التركية بسبب قرب المدينة من تركيا.

## خلفية
كانت هناك جالية يهودية في المنطقة بحلول نهاية فترة الهيكل الثاني، وكانت بمثابة مركز لمملكة حدياب، التي تحول حكامها إلى اليهودية. وفقًا للتقاليد، كان أول اليهود في المدينة قد نُفوا إلى هناك من قبل الملوك الآشوريين.
خلال العصور الوسطى، كانت أربيل مجتمعًا مهمًا، حتى أن الشاعر يحيى بن سليمان الحريزي زارها في عام 1215. لم يضر الغزو المغولي عام 1258 بالجالية اليهودية، حيث استسلمت المدينة دون مقاومة. في القرن السابع عشر، كان هناك حوالي 200 عائلة يهودية في أربيل، وواجهوا اضطهادًا من قبل المسلمين. في عام 1847، كان هناك حوالي 100 عائلة يهودية في أربيل، وكان يهودي يعمل كضابط مالي للسلطات. بحلول عام 1877، كان هناك حوالي 400 عائلة. قبل الحرب العالمية الثانية (1939)، كان هناك حوالي 1900 يهودي في منطقة أربيل بأكملها.
في عام 1920، أحصى أول تعداد رسمي 4800 يهودي في منطقة أربيل. في عام 1932، كان هناك 3090 يهوديًا في المنطقة، وأفاد الدكتور آرثر روبين بوجود 1500 يهودي في أربيل ذلك العام. أحصى تعداد عام 1947، 1601 يهودي في أربيل.
كان يهود العربليون في الغالب تجارًا وحرفيين، مثل الصباغين والبنائين والإسكافيين والحمالين. كان حوالي ثلثهم يتحدث الآرامية. كان لديهم سوقهم الخاص، يسمى "حارة تعجيل".
كانت أربيل، كمدينة منطقة، أيضًا مركزًا لليهود من القرى المجاورة: رواندوز، مخمور، رانية، كويسنجق، والزبار. بعد الحرب العالمية الأولى، هاجر العديد من اليهود إلى أربيل من هذه القرى. بلغ إجمالي عدد السكان اليهود في المنطقة في عام 1947، 3109 نسمة.
حتى الحرب العالمية الأولى، كان هناك كنيسان في المدينة، لكل منهما "خيدر" يسمى "مدراش"، حيث تم تعليم أطفال المجتمع حتى سن الثامنة. كان اليهود الأثرياء الذين أرادوا توفير التعليم العام لأطفالهم يرسلونهم إلى "الكتّاب" - المدرسة الإسلامية. بعد إنشاء مدرسة التحالف في الموصل، تم إرسال الأطفال من أربيل إلى هناك. بعد الحرب العالمية الأولى (1918)، التحق الأطفال اليهود بالمدارس الحكومية.
في عام 1921، عاد الحاخام مئير، الذي عاش في كركوك لسنوات عديدة، إلى أربيل وأنشأ "خيدرًا مناسبًا" يدرّس كل من العبرية والحساب. في عام 1922، وافقت الحكومة على فتح مدرسة يهودية في مبنى توفره الجالية. سميت المدرسة بـ "أربيل الثانية"، وكان يديرها غير يهود، ومنذ عام 1930، فقدت طابعها اليهودي، حيث أصبح عدد الطلاب المسلمين أكثر من اليهود. بالكاد تلقت الفتيات في المجتمع أي تعليم، حيث تم إرسال فتاتين فقط إلى مدرسة حكومية في عام 1936.
كان النشاط الصهيوني في أربيل مختلفًا في طبيعته عن الأماكن الأخرى. قاده زالاخ نوريل، الذي شغل منصب رئيس الجالية من عام 1920 وكان مشاركًا في جمع التبرعات للصندوق القومي اليهودي (KKL). في عام 1935، منعت السلطات نوريل من حضور المؤتمر الصهيوني كمندوب.
في أربيل، تم إنشاء فرع لـ "أغودات تسعيري بني يهودا". شملت الأنشطة محاضرات باللغة العبرية وتوزيع الأدب العبري ومواد أخرى عن إسرائيل.
في عام 1948، بدأت أنشطة صهيونية نشطة في "المدراش". زار مدرسو المنظمة السرية الرائدة من حين لآخر. استمرت الأنشطة حتى الهجرة الجماعية إلى إسرائيل في عام 1951. بعد ذلك العام، لم يبق أي يهود في أربيل، حيث هاجر الجميع إلى إسرائيل.

## قادة الجالية في أربيل
كان في أربيل يشيفا (مدرسة دينية) تُرسم حاخامات يخدمون في القرى المحيطة.
كان الحاخام أبراهام الكوردي حاخامًا ورئيس المحكمة الدينية في أربيل. توفي في عام 1918. بعد وفاته، تم تعيين الحاخام إسحاق ناح. تمت رسامته من قبل الحاخام أبراهام الكوردي، معلمه، في عام 1907. بعد مغادرة الحاخام إسحاق ناح، كان الحاخام الرئيسي ورئيس المحكمة الحاخامية هو الحاخام إسحاق برزاني، من تزفيا. قام برسم العديد من الحاخامات. أصبح شقيقه، أبراهام برزاني، زعيم الجالية في إسرائيل.

## الهجرة إلى إسرائيل
من أواخر القرن التاسع عشر إلى عشرينيات القرن العشرين، بدأ اليهود في الهجرة إلى إسرائيل، لكن معظمهم هاجر في عامي 1950-1951 خلال عملية عزرا ونحميا.

## كنيس يهود أربيل في القدس
كان للجالية كنيس في حي البخاريم في القدس يسمى "كنيس يهود أربيل". كان الحاخام أبراهام برزاني، المولود في أربيل، حاخام الكنيس عند تأسيسه. تم بناء الكنيس في الثلاثينيات من قبل أفراد الجالية على أرض يملكها يعقوب زفولون. في عام 2007، باع ورثته الأرض لمطور عقاري خاص، وفي عام 2020، بعد استئنافات من قبل المصلين، أجلت المحكمة العليا إخلاءهم، ولكن تم إغلاق الكنيس ونقله إلى سيطرة المطور.